# 瓦氏斜齿鲨
瓦氏斜齿鲨（学名：Scoliodon walbeehmi）为真鲨科斜齿鲨属的鱼类。分布于红海、印度洋、西南太平洋、也见之于日本南部和朝鲜西南部沿海以及南海和东海南部等。该物种的模式产地在Bintang岛。